# Trommeln des Todes
Trommeln des Todes (Originaltitel: Apache Drums) ist ein US-amerikanischer Western aus dem Jahr 1951 von Hugo Fregonese mit Stephen McNally und Coleen Gray in den Hauptrollen. Der Film wurde von Universal-International Pictures produziert.

## Handlung
Spanish Boots ist eine kleine Stadt in New Mexico und wird zum größten Teil von walisischen Minenarbeitern bewohnt. Der Spieler Sam Leeds erschießt in Notwehr einen Mann, der ihn des Falschspiels beschuldigt. Bürgermeister Madden, gleichzeitig der Hufschmied, verweist Sam der Stadt. Reverend Griffin überzeugt den Bürgermeister, gleichzeitig das Spielcasino schließen zu lassen. Dessen Inhaberin Betty Careless ist froh, einen Grund zu haben, Spanish Boots zu verlassen. Sie verkauft ihre Habe und will mit ihrem schwarzen Assistenten Jehu und den Saloonmädchen die Nachmittagskutsche nach Silver Springs erreichen. 
Bevor er die Stadt verlässt, fragt Sam seine Freundin Sally Barr, ob sie mit ihm gehen will. Zwar liebt Sally ihn, doch sie will einen sesshaften und ehrbaren Ehemann, deshalb entschließt sie sich zum Bleiben. Sam glaubt, dass Madden sie beeinflusst hat und reitet los. Sam stößt auf die Kutsche, deren Passagiere ermordet wurden. Nur Jehu ist noch am Leben und erzählt mit letzter Kraft, dass Apachen die Kutsche angegriffen haben. Bevor er stirbt, fleht Jehu Sam an, die Stadt zu warnen. Sam eilt nach Spanish Boots, erkennt aber, dass ihm niemand Glauben schenkt. Erst als eine andere Kutsche mit Pfeilen gespickt in die Stadt kommt, beginnen die ersten Einwohner, sich Sorgen zu machen. Ein junger Mann wird zum nächsten Fort geschickt.
Am nächsten Morgen findet Chacho, einer der Einwohner, die Leiche des Mannes in einem Brunnen. Wegen der Leiche ist das Wasser des Brunnens ungenießbar. Die Einwohner befürchten zu verdursten, es sei denn, sie trinken die alkoholischen Vorräte des Casinos. Dem Scout Pedro Peter ist dies nicht möglich, da er als Apache keinen Alkohol in der Stadt bekommen darf. Dennoch kauft ihm San ein Bier. Da Madden mit der Situation überfordert ist, ergreift Sam die Initiative und führt eine Gruppe zum Wasserholen an einen Fluss. Auf dem Rückweg wird der Trupp angegriffen. Sam und Griffin bleiben zurück und halten die Indianer auf, damit die Wagen die Stadt erreichen. Als Sam einen Hauptling trifft, ziehen sich die Apachen zurück. Sam und Griffen erreichen die Stadt, wobei Sam klar wird, dass er das Leben der Männer riskiert hat, um Madden bloßzustellen.
Eine Schwadron Kavallerie unter Lieutenant Glidden erreicht die Stadt. Glidden gratuliert Sam, denn seine Kugel traf den Medizinmann und Kriegshäuptling Victorio. Dann nimmt Madden Sam fest, weil er Alkohol an Pedro Peter verkauft hat. Später will sich Sam von Sally verabschieden, als sich die Apachen der Stadt nähern. Die Einwohner wollen sich in die Kirche retten, doch Glidden weist darauf hin, dass die Indianer leicht durch die großen Fenster einsteigen können. Ängstlich hören die Leute die indianischen 
Trommeln und den Gesang. Glidden erklärt, dass sich die Krieger mit Whiskey berauschen. Wenn sich der Gesang ändert, werden sie die Kirche angreifen. Griffin winkt ab, da die Indianer Ungläubige seien. Doch Glidden erklärt, dass die Apachen viel erlitten und durch Victorio neue Hoffnung erhalten haben.
Den Kriegsgesang erwidern die Minenarbeiter mit ihren eigenen walisischen Kampfliedern. Die Indianer greifen schließlich an. Madden versucht den Kampf zu stoppen, indem er sich als Arzt ausgibt und Victorio behandelt. Der Häuptling stirbt jedoch an seiner Wunde, und Madden wird getötet. Die Apachen legen Feuer an der Holztür der Kirche. Bevor sie in die Kirche eindringen können, erreicht eine Schwadron Kavallerie die Stadt, die die Indianer besiegt.

## Produktion

### Hintergrund
Gedreht wurde der Film vom 3. August bis zum 6. September 1950 in Arizona (u. a. Tucson, Marana) und in Kalifornien (u. a. Red Rock Canyon, Apple Valley, Mojave-Wüste) sowie in den Universal-Studios in Universal.

### Stab
Robert Clatworthy und Bernard Herzbrun waren die Art Directors, A. Roland Fields und Russell A. Gausman die Szenenbildner. Bill Thomas sorgte für das Kostümbild, Bud Westmore, Monty Westmore und Joe Stinton für das Make-Up. Leslie I. Carey, Glenn E. Anderson, Frank Gorback, Everett Smith und Bill Swartz waren für den Ton verantwortlich. Dewey Starkey arbeitete als Produktionsmanager.
Für Produzent Val Lewton war Trommeln des Todes der einzige Film in Technicolor und sein letzter überhaupt. Er starb noch vor der Veröffentlichung.

### Besetzung
In kleinen nicht im Abspann erwähnten Nebenrollen traten Gertrude Astor, Noreen Corcoran in ihrem Filmdebüt und Sheb Wooley auf.

## Synchronisation
Die deutsche Synchronfassung entstand im Auftrag der Berliner Synchron GmbH Wenzel Lüdecke.
| Rolle                | Schauspieler      | Deutscher Synchronsprecher |
| -------------------- | ----------------- | -------------------------- |
| Sam Leeds            | Stephen McNally   | Wolfgang Lukschy           |
| Sally Barr           | Colleen Gray      | Sigrid Lagemann            |
| Bürgermeister Madden | Willard Parker    | Carl Raddatz               |
| Lt. Glidden          | James Griffith    | Siegfried Schürenberg      |
| Pedro Peter          | Armando Silvestre | Klaus Schwarzkopf          |
| Mrs. Keon            | Gloria Backus     | Lilli Schoenborn           |
| Chacho               | Chinto Guzman     | Clemens Hasse              |

## Veröffentlichung
Die Premiere des Films fand am 5. Mai 1951 in New York statt. In der Bundesrepublik Deutschland kam er am 5. September 1952 in die Kinos.

## Kritiken
Der Filmkritiken-Aggregator Rotten Tomatoes hat in einer Auswertung ein Publikumsergebnis von 30 Prozent positiver Bewertungen ermittelt.
Das Lexikon des internationalen Films schrieb: „Inszenatorisch perfekter Western, der nach verständnisvollen Hinweisen auf die aussichtslose Lage der Indianer zu massiver Spannung innerhalb der gängigen Genremuster übergeht.“
Der Kritiker der The New York Times befand, der Film sei spannend und aufregend, wenn die Indianer angreifen. Ansonsten sei er langweilig und harmlos.
Heiko Thiele beschrieb den Film auf dem Portal Filmreporter als spannenden, jedoch sehr rassistischen Western. Gelinge es, die rassistischen Anklänge auszublenden, sei er ein konsequenter und direkter Rachethriller. Mit deftigen Sprüchen, einer lässigen Ausstrahlung und einer gehörigen Portion Nächstenliebe steche Stephen McNally merklich aus der Riege seiner niederträchtig angelegten Charaktere hervor.
Der Kritiker des TV Guide sah einen launischen Western, der einen Blick wert sei.